# Leszek Pękalski

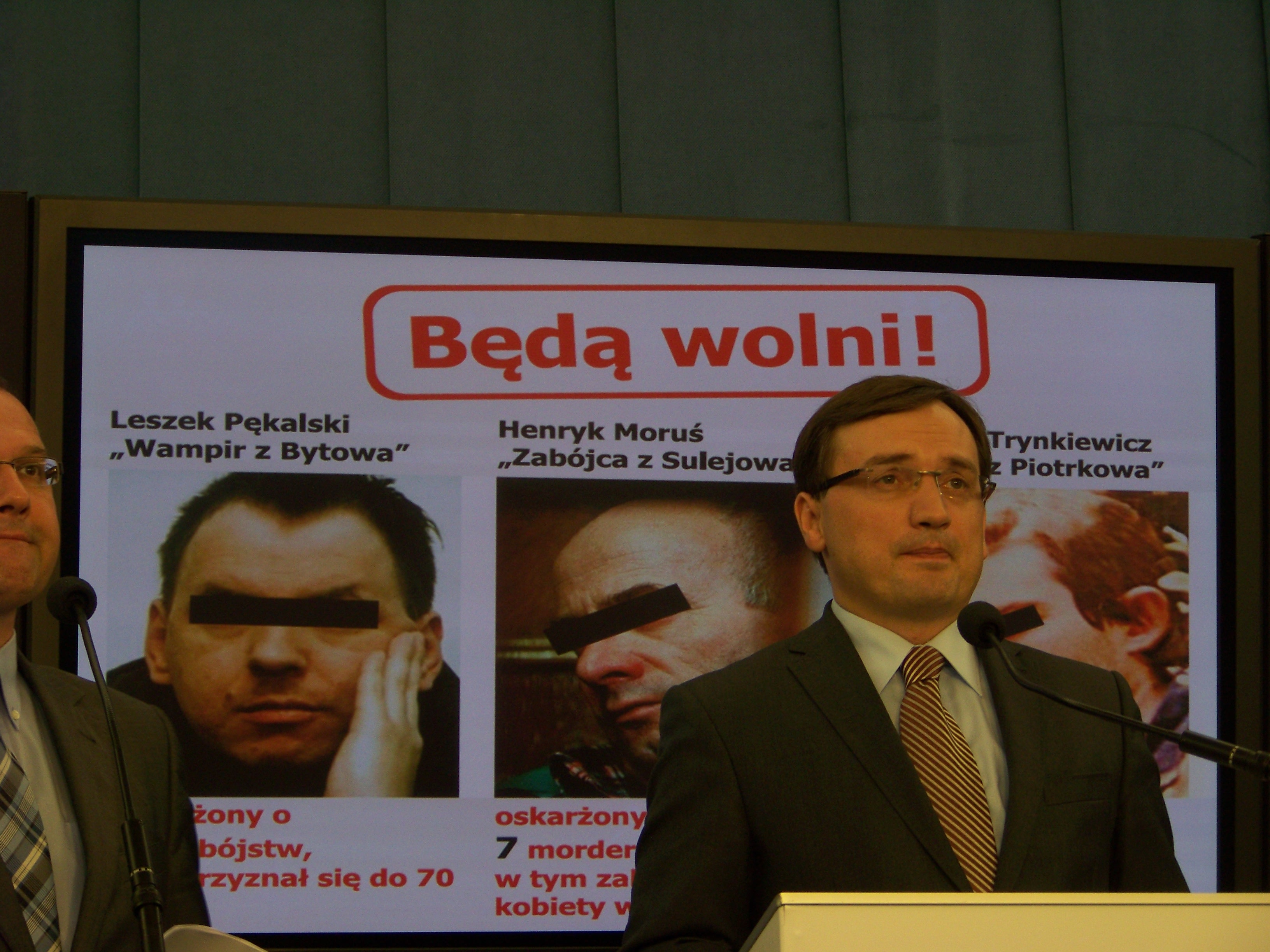
Konferencja Zbigniewa Ziobry, w tle (po lewej) wizerunek Leszka Pękalskiego

Leszek Jacek Pękalski (ur. 12 lutego 1966 w Osiekach koło Bytowa), znany jako Wampir z Bytowa – polski gwałciciel i zabójca, uznawany przez część mediów za seryjnego mordercę, skazany za zgwałcenie i zabójstwo jednej kobiety i zgwałcenie drugiej. Przed procesem przyznawał się aż do 70 morderstw, a według niektórych źródeł nawet do 90, jednak w jego trakcie odwołał wyjaśnienia. Jest jednym z najbardziej znanych polskich zabójców.

## Życiorys
Jest nieślubnym dzieckiem robotnicy rolnej Cecylii Pękalskiej. Matka była alkoholiczką (zmarła w 1988). Leszek urodził się z ciąży bliźniaczej z siostrą. Matka mało zajmowała się nim, dlatego wychowywał go dom dziecka, babka, w końcu wuj. Pękalski od urodzenia był lekko upośledzony i otrzymywał rentę. Mieszkał m.in. w Borzytuchomiu. Nie mógł znaleźć swojego miejsca w społeczności, ponieważ był odrzucany ze względu na swoją odmienność. Bezskutecznie usiłował znaleźć sobie żonę. W listopadzie 1992 został skazany na dwa lata pozbawienia wolności w zawieszeniu za gwałt.

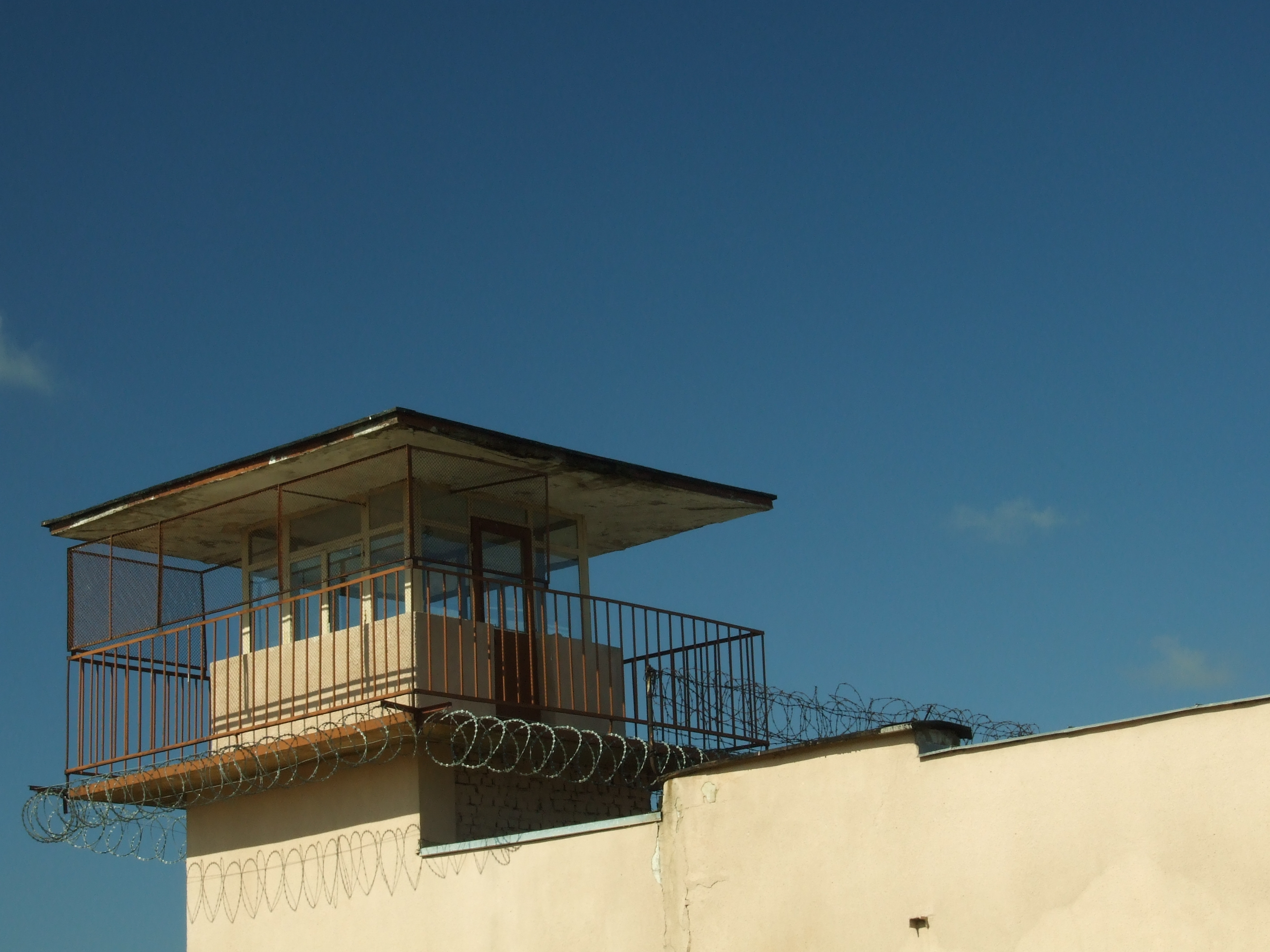
Areszt Śledczy w Starogardzie Gdańskim, w którym Pękalski spędził ponad 20 lat

Lubił jeździć pociągiem. Często znikał z domu na kilka dni, a po powrocie nie mówił rodzinie, gdzie był. Często nocował po prostu w lesie. Został aresztowany w grudniu 1992 jako podejrzany o zabójstwo nastoletniej Sylwii, mające miejsce w lesie między miejscowościami Jezierze i Darżkowo, w czerwcu 1991. Biegli psychiatrzy po kilkumiesięcznej obserwacji stwierdzili u niego upośledzenie umysłowe i zaburzenia seksualne. Według policji Pękalski na wizjach lokalnych – opowiadając, jak gwałcił i mordował swoje ofiary – podawał takie szczegóły, które znać mógł jedynie morderca. Prokuratura próbowała udowodnić mu 17 morderstw, popełnionych między 1984 a 1992, jednak zdołała udowodnić tylko jedno, dokonane koło wsi Jezierze na 17-letniej Sylwii z Darżkowa, za co został skazany w 1996 na 25 lat pozbawienia wolności, mimo że rok wcześniej, w listopadzie 1995 przywrócono w polskim systemie prawnym dożywocie. W sali sądowej Pękalski wycofał się ze wszystkich złożonych wcześniej zeznań. Od 2007 mógł ubiegać się o warunkowe przedterminowe zwolnienie i robił to co roku, jednak zespół terapeutów negatywnie opiniował jego wnioski. Karę odbywał w Areszcie Śledczym w Starogardzie Gdańskim; zakończył ją 11 grudnia 2017. Wówczas został umieszczony w zamkniętym ośrodku w Gostyninie, na podstawie odrębnej ustawy dla tego typu przypadków.
Pod koniec odbywania kary przez Pękalskiego Prokuratura Regionalna w Gdańsku i Zespół Przestępstw Niewykrytych Wydziału Dochodzeniowo-Śledczego Komendy Wojewódzkiej Policji w Gdańsku powrócili do jego sprawy, badając zbrodnie z przeszłości, których sprawcy nie zostali wykryci, i stosując nowe techniki kryminalistyczne w zakresie ujawniania i badania śladów.